# Проскуров, Иван Иосифович
Ива́н Ио́сифович Проску́ров (укр. Іван Йосипович Проскурів; 5 (18) февраля 1907 год, Малая Токмачка, ныне на территории Запорожской области Украины — 28 октября 1941, СССР, пос. Барбыш Куйбышевской, ныне Самарской обл.) — советский лётчик-бомбардировщик и военный деятель, Герой Советского Союза (21.06.1937), начальник ГРУ (1939—1940), генерал-лейтенант авиации (4.06.1940).

## Биография
Родился 5 (18) февраля 1907 года в селе Малая Токмачка ныне Запорожской области (Украина) в семье рабочего-железнодорожника.
С 11 до 15 лет помогал отцу с матерью в домашнем хозяйстве, позже нанялся батраком к немцам-колонистам. Учился в Александровском (Запорожском) железнодорожном училище. В августе 1924 года устроился помощником вагранщика на завод, два года спустя был избран председателем районного секретариата профсоюзов (сёла Хортица и Томаковка). Член ВКП(б) с октября 1927 года. С октября 1927 по май 1930 — учился на рабфаке сельскохозяйственного института в Харькове, в сентябре перевёлся в Харьковский институт механизации и электрификации сельского хозяйства.
В апреле 1931 года был призван в Красную армию, по комсомольскому призыву стал курсантом 7-й Сталинградской школы военных лётчиков, а с марта 1934 года — школы военно-морских лётчиков. После окончания последней в мае 1934 года занимал должности командира экипажа и командира отряда 23-й авиационной бригады, в октябре 1935 года в составе советской делегации участвовал в Международном авиационном состязании в Бухаресте.
В сентябре 1936 года, являясь командиром отряда 89-й тяжелобомбардировочной авиационной эскадрильи (Монино), совершил на самолёте ТБ-3 по заданию правительства перелёт Москва — Хабаровск за 29 часов 47 минут, установив тем самым рекорд на столь протяжённом маршруте. Этим перелётом из Москвы в Хабаровск была доставлена группа авиаспециалистов и запчасти для ремонта самолёта В. П. Чкалова, который был повреждён при посадке на острове Удд. За этот перелёт приказом наркома обороны К. Е. Ворошилова был награждён золотыми часами.
С октября 1936 по июнь 1937 года участвовал в гражданской войны в Испании на стороне республиканского правительства: командир отряда, затем командир 1-й интернациональной бомбардировочной эскадрильи «Испания». Начал воевать на французском бомбардировщике Potez 54, после прибытия из СССР новейших СБ пересел на них. Выполнил в Испании 46 боевых вылетов с налётом свыше 120 часов, большей частью по целям в дальнем тылу противника. На его счету уничтоженные самолёты в атаках на аэродромы франкистов, несколько уничтоженных эшелонов, колонна автомашин-бензовозов, большое количество живой силы.
21 июня 1937 года И. И. Проскурову было присвоено звание Героя Советского Союза с вручением ордена Ленина. После учреждения знака особого отличия в 1939 году ему была вручена медаль «Золотая Звезда» № 33. Также за отличия в боях в Испании был награждён орденом Красного Знамени.
При награждении по указанию Сталина Проскуров был произведён из старших лейтенантов сразу в майоры. Это определило карьерный взлёт молодого лётчика. В том же 1937 году ему присвоено звание полковника, а в начале 1938 года — комбрига. Возвратившись на родину, Проскуров возглавлял 54-ю авиационную бригаду в Белой Церкви (Киевский военный округ), затем 2-ю авиационную армию особого назначения (АОН-2) в Воронеже. 7 октября 1938 года утверждён членом Военного совета при народном комиссаре обороны СССР. 14 апреля 1939 года назначен заместителем наркома обороны СССР и начальником Разведывательного управления РККА. В это же время был уже комдивом и входил в состав Главного военного совета. В июне 1940 года, с введением в РККА генеральских званий, Проскурову было присвоено звание генерал-лейтенанта авиации. Снят с занимаемых должностей в июле 1940 года после обвинений Разведупра в несостоятельности при подведении итогов советско-финской войны. После непродолжительного пребывания в распоряжении наркома обороны в сентябре того же года назначен командующим ВВС Дальневосточного фронта, а в октябре — помощником начальника Главного управления ВВС РККА по дальнебомбардировочной авиации. 12 апреля 1941 года снят и с этой должности в ходе начавшейся чистки в руководстве ВВС по личному указанию И. В. Сталина, причём Проскурова должны были предать суду за высокую аварийность. В июне 1941 года назначен командующим ВВС 7-й армии.

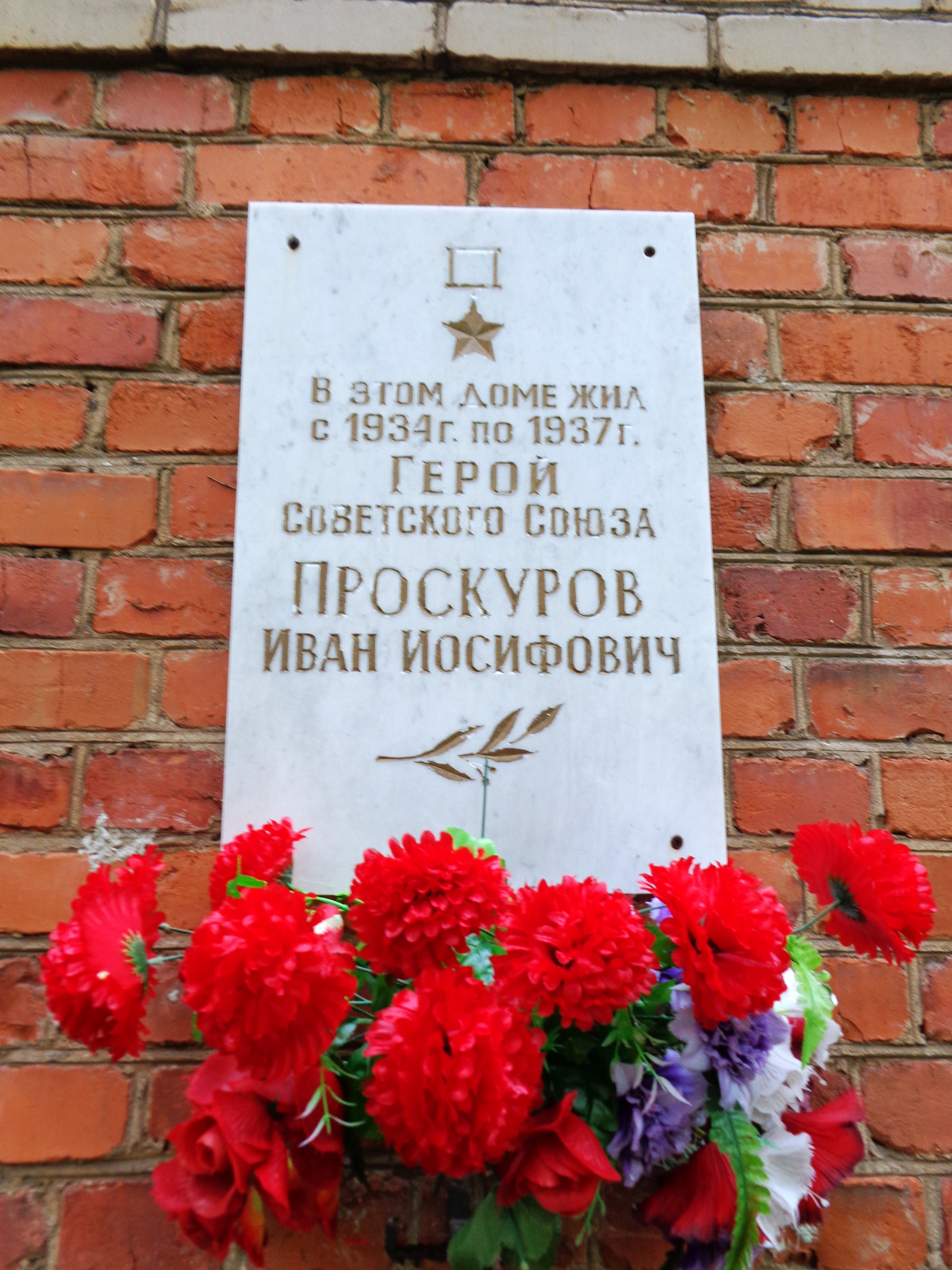
Мемориальная доска Монино Московской области

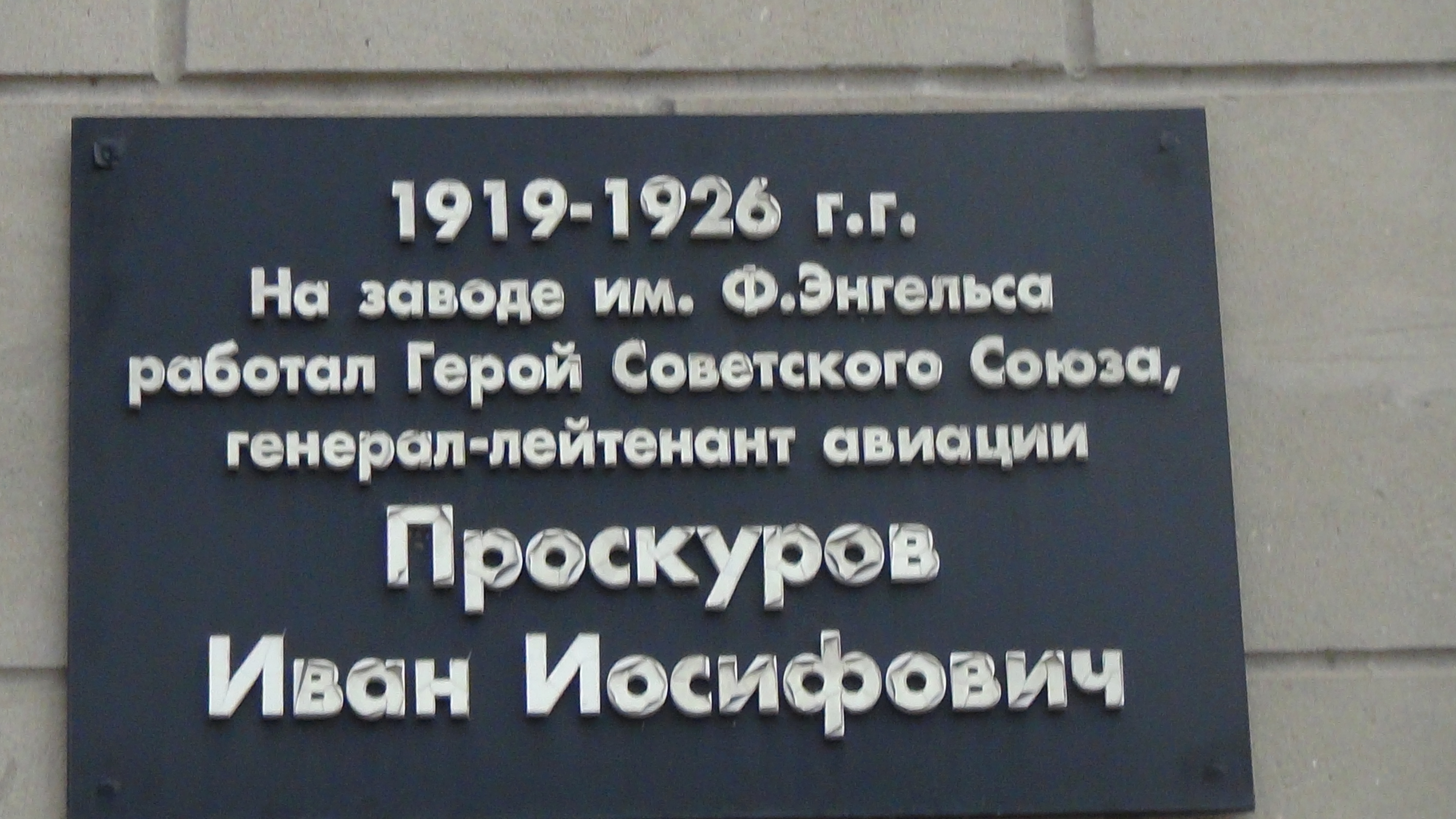
Мемориальная доска в Запорожье

27 июня 1941 года был арестован по обвинению в участии в антисоветском военном заговоре, ставившем целью ослабление военной мощи СССР. Виновным себя не признал. По письменному распоряжению Л. П. Берии 28 октября был расстрелян без суда. В этот день были расстреляны 20 человек, среди которых генералы Локтионов, Штерн, Арженухин, Проскуров, Рычагов, Смушкевич, Володин, Каюков, Савченко и другие. Был лишен звания Героя Советского Союза и государственных наград 21 марта 1947 года.
Реабилитирован 11 мая 1954 года определением Главной военной прокуратуры. Указом Президиума Верховного Совета СССР от 17 января 1956 года восстановлен в звании Героя Советского Союза и в правах на все награды.
На мемориальном кладбище авиаторов в Монино под Москвой И. И. Проскурову установлено надгробие-кенотаф.

## Воинские звания
- старший лейтенант (16.03.1936)
- майор (21.06.1937)
- полковник (1937)
- комбриг (22.02.1938)[6]
- комдив (09.02.1939)[7]
- генерал-лейтенант авиации (04.06.1940)[8]

## Награды
- Медаль «Золотая Звезда» Героя Советского Союза (21.06.1937);[9]
- орден Ленина (21.06.1937);
- орден Красного Знамени (2.01.1937);
- два ордена Красной Звезды (25.05.1936, 14.06.1940);
- юбилейная медаль «XX лет Рабоче-Крестьянской Красной Армии» (22.02.1938);
- золотые часы от наркома обороны СССР (1936, за перелёт Москва-Хабаровск).

## Память
- В Запорожье на фасаде проходной Кабельного завода, где работал И. И. Проскуров, установлена мемориальная доска (на тот момент — завод им. Ф. Энгельса).
- Под Самарой на месте расстрела установлен памятный знак, на котором начертано: «Установлен на месте захоронения жертв репрессий 30-40-х гг. Поклонимся памяти невинно погибших…»[10].
- В посёлке Монино Московской области на доме 4 по улице Красовского, где проживал Герой Советского Союза И. И. Проскуров, установлена мемориальная доска.